# Bieczyny (wieś)
Bieczyny – wieś w Polsce, w województwie wielkopolskim, w powiecie kościańskim, w gminie Czempiń.

## Historia
Miejscowość pierwotnie była związana z Wielkopolską. Istnieje co najmniej od drugiej połowy XIV wieku i ma średniowieczną metrykę. Po raz pierwszy w źródłach historycznych odnotowana została w łacińskim dokumencie z 1390 jako "Beczin", 1391 "Beczina, Beczin", 1392 "Byeczna", 1398 "Byczyna", 1402 "Becczina", 1405 "Beczini", 1420 "Byeczini", 1438 "Byethczini".
Okolice miejscowości były zasiedlone jednak już wcześniej niż odnotowały to zachowane zapisy historyczne. W wyniku badań archeologicznych w okolicy odnaleziono niedatowane grodzisko stożkowate.
Początkowo wieś była własnością szlachecką, należącą do wielkopolskiej szlachty z rodu Bieczyńskich, którzy od jej nazwy przyjęli odmiejscowe nazwisko, a później także do Świdwów Szamotulskich herbu Nałęcz, Gryżyńskich, Bnińskich, Górków herbu Łodzia. W 1491 leżała w powiecie kościańskim województwa poznańskiego w Koronie Królestwa Polskiego. W 1563 leżała w parafii Głuchowo.
Pierwszy zapis związany z miejscowością pochodzi z zapisów sądowych. W latach 1390–1391 właścicielką we wsi była pani Bieczyńska z Bieczyny, która odnotowana została w sporze z Bartoszem o 18 skudów. W latach 1391–1398 wspomniany został Czewlej z Bieczyny. W 1392 Katarzyna z Bieczyny była w sporze z Michałem Lubaskim o 16 grzywien. Pod koniec XIV wieku właścicielem wsi był Wawrzyniec z Będlewa. W 1395 na żądanie Mikołaja z Dobieszewa oraz jego krewnego Wincentego, miał rozgraniczyć Bieczyny ze Srockiem Wielkim za pomocą ujazdu. W 1402 Wawrzyniec zapowiedział przed sądem ziemskim Będlewo, Bieczyny oraz Drożyński Młyn.
W XV wieku odnotowani zostali także zwykli mieszkańcy wsi. W 1405 Dobrogost z Bieczyny na mocy wyroku sądowego miał dać Michałowi kmieciowi z Siernik dwie ćwiertnie mąki, trzy ćwiertnie owsa oraz broń lub sieć zapisaną w oryginalnym tekście jako „wloczna” o wartości 4 groszy. W 1420 kmiecie bieczyńscy dochodzili swoich szkód: Jan z wozem i końmi na łące, należącej do Łodzi, oraz inny kmieć poszkodowany w lesie będlewskim.
W pierwszej połowie XV wieku właścicielem wsi był Mikołaj Będlewski syn Wawrzyńca. W dokumencie z 1411, oblatowanym w 1639, otrzymał on w działach z braćmi Bieczyny oraz Sierniki. W 1414 Mikołaj zapowiedział przed sądem ziemskim Zadory, Sierniki i Bieczyny. W 1419 na mocy prawa bliższości otrzymał prawo do zastawionych sobie przez kasztelana poznańskiego Mościca ze Stęszewa wsi Strykowo, Sapowice i Chroślino wbrew roszczeniom Janusza Jurkowskiego. W 1424 Mikołaj Będlewski otrzymał w sądzie ziemskim potwierdzenie dokumentu sprzedaży, którym Mikołaj i Piotr z Niałku sprzedali mu Niałek Mały i Nieznowice. W 1425 otrzymał od Abrahama Kębłowskiego 15,5 grzywny, należne mu od Jędrzycha Małeckiego. W 1426 Mikołaj Będlewski toczył spory sądowe dotyczące wspomnianego kupna Niałka Małego i Nieznowic z Małgorzatą niegdyś z Niałku Małego oraz jej synem Piotrem.
W 1435 Wawrzyniec z Bieczyny, zwany także później Brodzkim, zakupił za 600 grzywien z zastrzeżeniem prawa odkupu od Przedpełka Mościca z Koźmina i Stęszewa: Miechorzewo Mokre i Miechorzewo Suche. W 1438 Wawrzyniec wraz z Tomaszem, Piotrem i Janem zapisał dla nowo ufundowanej altarii Narodzenia NMP, Nawrócenia św. Pawła i Wszystkich św. w Łodzi jedną grzywnę czynszu na Srocku Wielkim. W 1440 Tomasz z Bieczyny miał zapłacić swojej matce Annie, czynsz roczny w wysokości 10 grzywien z połowy Srocka Wielkiego. W 1443 Jan z Bieczyny zwany później Baranowskim, zakupił od Jarosława ze wsi Dokowo Suche za 800 grzywien Baranowo koło Mosiny i przyjął od nazwy wsi odmiejscowe nazwisko. 
Z piętnastowiecznych dokumentów sądowych zachowało się sporo zapisów dotyczących wsi. W 1445 Katarzyna Młyńska z Młynów, w powiecie pyzdrskim, (obecnie to wieś Trzykolne Młyny) żona Wawrzyńca Bieczyńskiego, przegrała proces z kasztelanem nakielskim Maciejem Borkiem z Osiecznej, o prawo do wiana po Małgorzacie z Młynów, wniesionego do Osiecznej. W 1446 Tomasz Bieczyński zakupił za 600 grzywien od Wawrzyńca z Brodów 12 łanów wraz z karczmą w Srocku Wielkim. W 1446 sprzedał za 40 grzywien Janowi Jardanowskiemu dom w Poznaniu. W 1452 odnotowany został jako własciciel Srocka Wielkiego i Sierników. W 1465 dla altarii św. Andrzeja, Szymona, Judy, Wojciecha i Stanisława w katedry poznańskiej zastawiono czynsz roczny w wysokości 12 złotych węgierskich na Bieczynach oraz na wsi Sielec.
W 1482 Tomasz Bieczyński zakupił za 20 grzywien od braci, Andrzeja Włocha z Łodzi oraz Benedykta i Dobrogosta z Brodów, siedlisko w Poznaniu. W 1491 Tomasz z żoną Katarzyną, siostrą kanonika poznańskiego Wina Czackiego, przeniosła z miasta Bytyń czynsz roczny w wysokości 3 grzywien od sumy głównej 36 grzywien dla wikariuszy katedry poznańskiej na swoje dobra Bieczyny, Srocko Wielkie i Sierniki. W 1491 Tomasz Bieczyński nabył z zastrzeżeniem wykupu od Dobiesława z Kociug prawa do wsi Nietążkowo za 100 zł węgierskich oraz na tych samych warunkach sprzedał je kasztelanowi kaliskiemu Andrzejowi Szamotulskiemu. W 1493 Tomasz sprzedał wraz z prawem odkupu Marcinowi Strzępińskiemu trzy łany osiadłe, jeden łan opuszczony oraz karczmę w Srocku Wielkim za 80 złotych węgierskich. W 1494 winien był Maciejowi Kawieckiemu z Zakrzewa 100 złotych węgierskich. W 1494 dał córce Annie 200 grzywien posagu, a jego zięć Mikołaj Radomicki zapisał tę sumę oraz 200 grzywien wiana na połowie Srocka Wielkiego i na Daleszynie. W 1495 Tomasz Bieczyński zapisał mansjonarzom w Stęszewie dwie grzywny czynszu rocznego z prawem odkupu za 24 grzywien na Bieczynie, Srocku Wielkim i Siernikach. W 1498 był posiadaczem tych wsi. W latach 1498–1500 Tomasz Bieczyński był także opiekunem prawnym Uriela Łódzkiego syna podsędka poznańskiego Andrzeja Brodzkiego (lub Łódzkiego). W 1504 Tomasz zalegał z czynszem z Bieczyny dla wikariuszy katedry poznańskiej. W 1509 w czasie pochódu Wojewody Bogdana na Polskę został zwolniony od udziału w pospolitym ruszeniu z powodu choroby i starości. W 1510 czynsz z Bieczyny dla mansjonarza w Stęszewie wyniósł dwie grzywny rocznie. W 1521 posiadaczami Bieczyny i Srocka Wielkiego byli synowie Tomasza: Benedykt, Stanisław, Jerzy i Tomasz Bieczyńscy.
Miejscowość odnotowały również historyczne rejestry podatkowe. W 1530 miał miejsce pobór z dwóch łanów. W 1563 pobrano podatki od Stananisława Bieczyńskiego od 2,5 łana, karczmy, rzemieślnika oraz opuszczonego wiatraka. Podatek pobrany został także od Jana Zadorskiego z 1,5 łana. W 1581 Piotr Bieczyński zapłacił pobór od dwóch łanów, dwóch zagrodników, połowy łana opuszczonego oraz kolonisty, najemnego robotnika od pługa, a Jan Zadorski zapłacił od jednego łana.
Wieś szlachecka Bieczini położona była w 1581 roku w powiecie kościańskim województwa poznańskiego w Rzeczypospolitej Obojga Narodów. Wskutek II rozbioru Polski w 1793, miejscowość przeszła pod władanie Prus i jak cała Wielkopolska znalazła się w zaborze pruskim.
W okresie Wielkiego Księstwa Poznańskiego (1815–1848) miejscowość wzmiankowana jako Bieczyn należała do wsi większych w ówczesnym pruskim powiecie Kosten rejencji poznańskiej. Bieczyn należał do okręgu czempińskiego tego powiatu i stanowił część majątku Srocko Wielkie, którego właścicielem był wówczas (1846) Kwilecki. Według spisu urzędowego z 1837 roku Bieczyn liczył 143 mieszkańców, którzy zamieszkiwali 12 dymów (domostw).
W latach 1975–1998 miejscowość administracyjnie należała do województwa poznańskiego.